# Usines Ragheno
Les usines Ragheno ont construit du matériel roulant pour chemins de fer et tramways. Elles sont situées en Belgique à Malines dans la province d'Anvers.

## Histoire
Un premier établissement a été fondé en 1851 par le Bruxellois William Ragheno (1820-1867), et  dénommé établissements Ragheno. Il comprend un atelier de forge et construit des wagons pour les chemins de fer belges. William Ragheno est le fils de Pierre Ragheno, ingénieur mécanicien des chemins de fer de l'État Belge.
Ensuite le 17 juin 1899 a été créée la Société anonyme des usines Ragheno (Ateliers de construction de matériel de chemins de fer & de tramways, voitures & wagons) , dans le but de développer la production sur les marchés étrangers. 
Cette entreprise produira jusqu'en 1975 du matériel roulant de chemins de fer et des tramways. 
L'usine a fabriqué des locomotives entre 1919 et 1925.

## Matériel construit par l'usine Ragheno
- Motrice de tramways pour Tours, Montpellier, Oran, Biarritz.
- Locomotives pour le chemin de fer de Malines à Terneuzen (7 unités) quasi identiques au Type 32 EB (030) en 1923.
- Locomotives pour les chemins de fer de l'État belge (15 unités) Type 23 (040T), en 1926[4].
- Série 46 (SNCB) : 20 autorails type 554 en 1952.
- Voitures I2 de la SNCB en 1951.

## Galerie de photographies

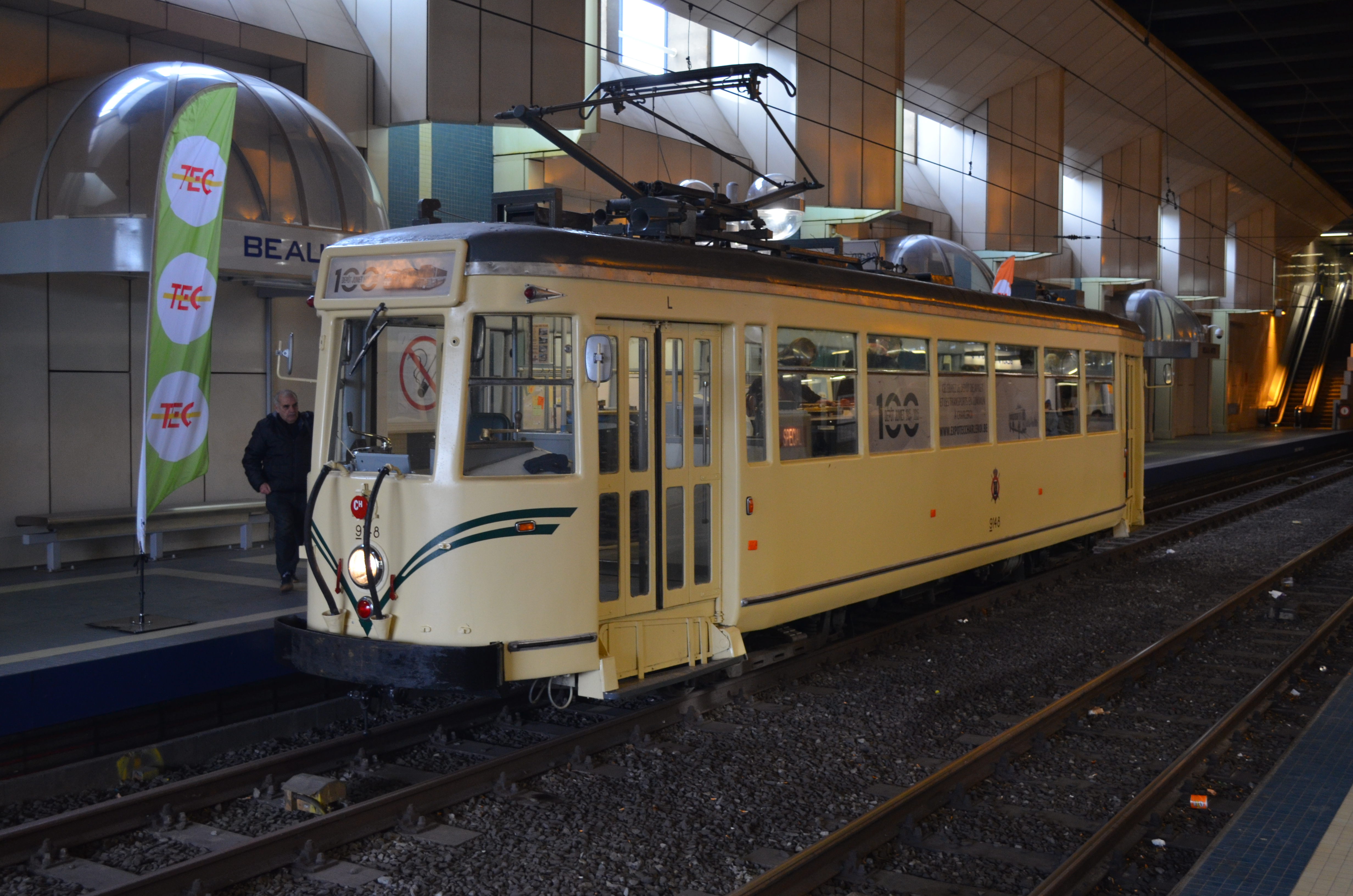
Motrice Standard 10272 de 1938. Transformation en Type-S en 1958 et en Type-SM en 1975. Devenue 9148 le 1er janvier 1976.
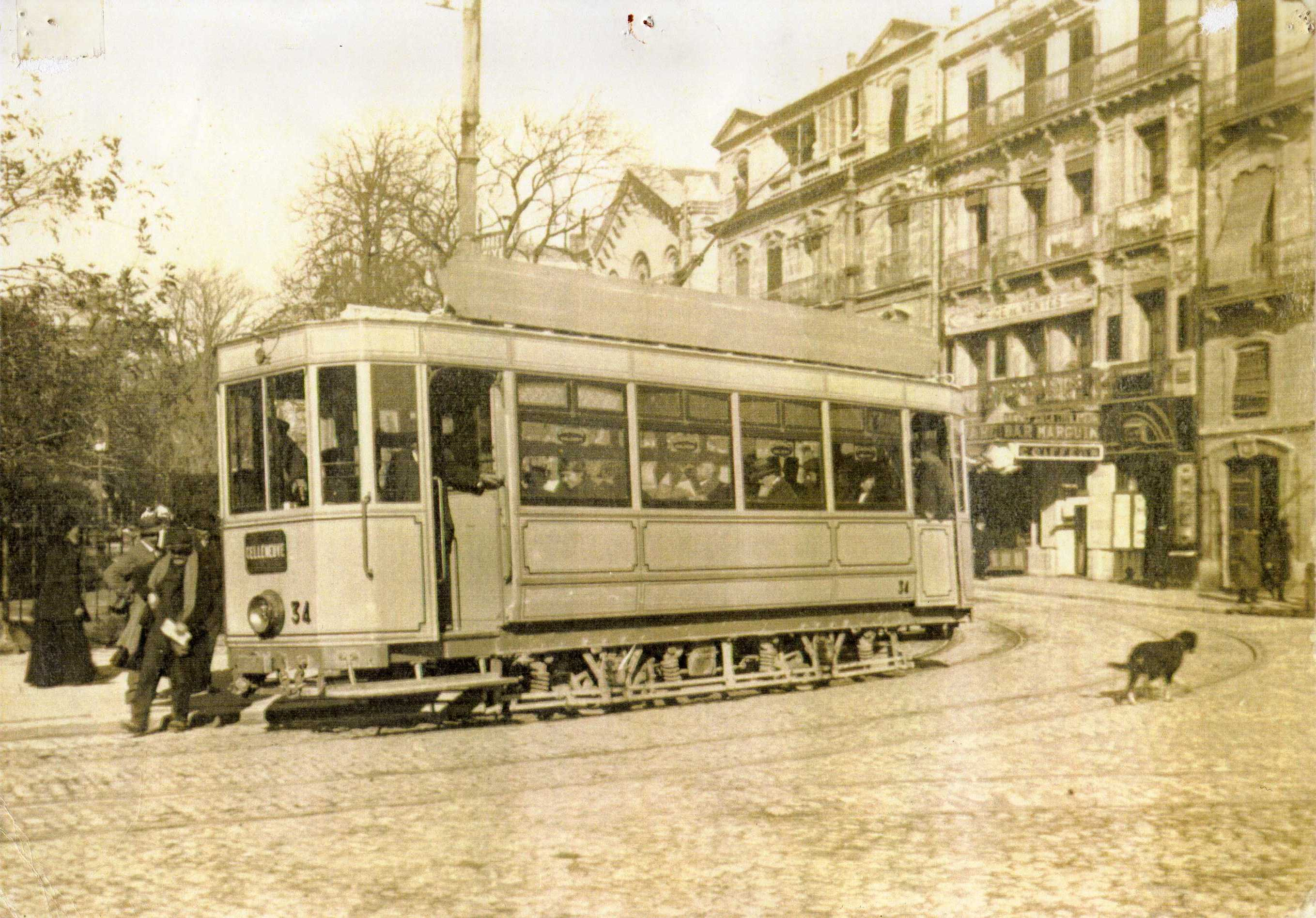
Motrice Ragheno à Montpellier.
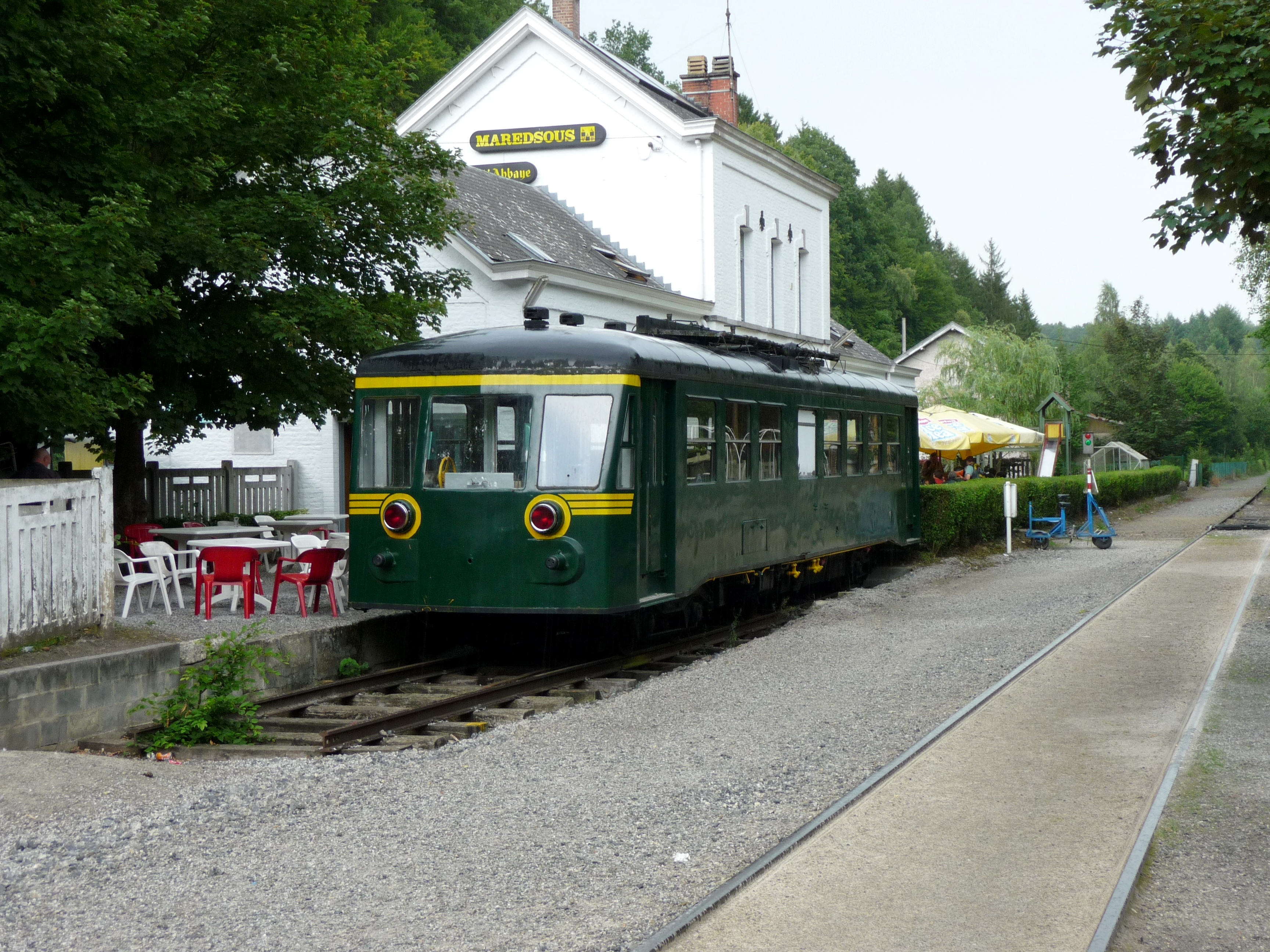
Autorail Ragheno SNCB 4614.